# Wyatt Smith (Filmeditor)
Wyatt Smith (* 12. November 1974 in New York City) ist ein US-amerikanischer Filmeditor.

## Leben
Smith arbeitete in den New York Sony Music Studios, als er Ende der 1990er Jahre seine berufliche Entwicklung in Richtung Filmschnitt einschlug. Er war zunächst bis in die 2000er Jahre hinein an einer Reihe von Musikdokumentationen und Musikvideos beteiligt. Gelegentlich führte er auch Regie. Seit 2009 ist er als Editor für Kinoproduktionen tätig. Bislang vier Mal arbeitete er dabei mit dem Regisseur Rob Marshall zusammen. Smith war für mehrere Auszeichnungen, darunter 2007 für den Emmy nominiert.

## Filmografie (Auswahl)
- 2005: Elvis by the Presleys
- 2009: Nine
- 2011: Pirates of the Caribbean – Fremde Gezeiten (Pirates of the Caribbean: On Stranger Tides)
- 2013: One Direction: This Is Us
- 2013: Thor – The Dark Kingdom
- 2014: 300: Rise of an Empire
- 2014: Into the Woods
- 2015: Ricki – Wie Familie so ist (Ricki and the Flash)
- 2016: Doctor Strange
- 2018: Mary Poppins’ Rückkehr (Mary Poppins Returns)
- 2019: Harriet – Der Weg in die Freiheit (Harriet)
- 2023: Arielle, die Meerjungfrau (The Little Mermaid)
- 2025: Drachenzähmen leicht gemacht (How to Train Your Dragon)